# 金盛吳
金盛吳（韓語：김성오，1978年9月15日—），或譯金聖午，韓國男演員。2009年，成為SBS最後一批第11期公開徵選演員。

## 演出作品

### 電視劇
- 2005年：MBC《悲傷戀歌》
- 2007年：SBS《Ghost Pang Pang》
- 2008年：SBS《On Air》
- 2009年：SBS《City Hall》
- 2009年：SBS《綠色馬車》
- 2009年：SBS《天使的誘惑》飾演 為娥蘭辦事之徒
- 2009年：SBS《耶誕節會下雪嗎》
- 2010年：SBS《Giant》飾演 車富哲
- 2010年：SBS《秘密花園》飾演 金秘書
- 2011年：SBS《Midas》飾演 金道哲
- 2011年：SBS《Sign》飾演 李浩真
- 2011年：KBS《間諜明月》特別出演
- 2011年：KBS《榮光的在仁》飾演 周大成
- 2012年：SBS《工薪族楚漢志》飾演 朴文秀
- 2012年：SBS《幽靈》特別出演
- 2012年：SBS《紳士的品格》飾演 金一兵 EP.15 特別出演
- 2013年：MBC《當男人戀愛時》飾演 李昌熙
- 2014年：KBS《感激時代：鬪神的誕生》飾演 鄭宰和
- 2014年：MBC《更夫日誌》飾演 師潭
- 2015年：MBC《心情好又暖》飾演 黃旭
- 2015年：MBC《她很漂亮》飾演 酒吧搭訕男
- 2016年：SBS《大撲》飾演 黃海道/狗頭鍘
- 2016年：KBS《白熙回來了》飾演 禹范龍
- 2016年：OCN《38師機動隊》特別出演
- 2017年：KBS《三流之路》飾演 黃將虎
- 2017年：tvN《花遊記》飾演 李韓周
- 2020年：JTBC《優雅的朋友們》飾演 趙亨宇
- 2021年：tvN《L.U.C.A.: The Beginning》飾演 李孫
- 2022年：Netflix《紙房子：韓國篇》飾演 車武赫
- 2022年：Netflix《模範家族》飾演 崔姜駿
- 2022年：ENA《我把社長解鎖了》飾演 馬皮／張柱成
- 2023年：ENA《有院子的家》饰演 朴在浩
- 2025年：Disney+《下流大盜》飾演 林全黜

### 電影
- 2002年：《緊急措施19號》
- 2003年：《清風明月》
- 2004年：《拳霸風雲》
- 2005年：《凸槌俏女警》
- 2005年：《甜蜜的人生》
- 2005年：《同床異夢》
- 2008年：《大韓與民國》
- 2009年：《白夜行》
- 2009年：《殺了我》
- 2010年：《大叔》
- 2012年：《我的PS搭檔》
- 2012年：《創可貼》
- 2012年：《摩天樓》
- 2013年：《強哲》
- 2014年：《時尚王》
- 2014年：《Monster》
- 2016年：《父仇者》
- 2017年：《不汗黨：壞傢伙們的世界》飾演 鄭承弼（友情出演）
- 2018年：《非賣品》飾演 基泰
- 2017年：《Door Lock》飾演 李刑警
- 2019年：《蠻牛》
- 2019年：《伴侶》
- 2020年：《超“人”氣動物園》飾演 建旭（大猩猩）
- 2020年：《老公不是人（朝鲜语：죽지않는 인간들의 밤）》 飾演 萬吉
- 2021年：《海賊：鬼怪的旗幟》
- 2022年：《想见你父母》饰演 手机修理店老板（特别出演）
- 2023年：《格杀福顺》饰演 申上士
- 2023年：《首爾之春》饰演 金昌世

### MV
- 2003年：Vibe《很久很久》（與劉五性、李允美）
- 2005年：朴尚民《淚鏡》（與朴多安、金山鎬）
- 2011年：4Men《人生總有一次》（與真理翰、陳寶拉）
- 2011年：4Men《我愛你》（與趙慧恩）

## 外部連結
- 金盛吳的Instagram帳戶
- 金盛吳在NAVER上的资料
- 金盛吳在韩国电影数据库（KMDb）上的資料（韓語）
- 金盛吳在互联网电影资料库（IMDb）上的資料（英文）
- 金盛吳在豆瓣上的资料（简体中文）